# Qualificazioni al campionato mondiale di calcio 2006 - CAF
Le partite di qualificazioni al Campionato mondiale di calcio 2006 son valse anche come qualificazione alla Coppa delle nazioni africane 2006. La prima classificata di ogni girone del secondo turno si qualifica a Germania 2006, mentre le prime tre si qualificano a Egitto 2006 (siccome l'Egitto è ammesso di diritto in quanto paese organizzatore del torneo, qualora nel gruppo 3 si classificasse nelle prime tre posizioni, la quarta classificata automaticamente si qualifica a Egitto 2006) .

## Primo turno

### Risultati
| Arbitro: | Modou Sowe |

|               |           |                        |
| Fernandes 50’ | Marcatori | 8’ Keita 69’ Coulibaly |

| Arbitro: | Ba Seydou |

|                                 |           |  |
| Coulibaly 15’ Sidibé 84’ (rig.) | Marcatori |  |

- Il Mali vince per 4-1 (risultato aggregato) e passa al secondo turno.

| Arbitro: | Eddy Maillet |

|            |           |               |
| Edmond 28’ | Marcatori | 74’ Adjamossi |

| Arbitro: | Emmanuel Imiere |

|                                |           |                                            |
| Tchomogo 33’ (rig.), 62’ 90+2’ | Marcatori | 15’ Radonamahafalison 23’ Rakotondramanana |

- Il Benin vince per 4-3 (risultato aggregato) e passa al secondo turno.

| Arbitro: | Lim Kee Chong |

|  |           |                                               |
|  | Marcatori | 8’ Kampamba 44’ Fichite 52’ Milanzi 75’ Numba |

| Arbitro: | Isaack Abdulkadir |

|            |           |             |
| Milanzi 7’ | Marcatori | 69’ Suzette |

- Lo Zambia vince per 5-1 (risultato aggregato) e passa al secondo turno.

| Arbitro: | Luis Manuel Joao |

|                                               |           |              |
| Molwantwa 7’ Gabolwelwe 44’ Selolwane 50’ 53’ | Marcatori | 64’ Ramafole |

| 16 novembre 2003 | Lesotho           | 0 – 0 referto | Botswana | Setsoto Stadium, Maseru (9.000 spett.)\| Arbitro: \| Harris Shikapande \| |
| Arbitro:         | Harris Shikapande |               |          |                                                                           |

- Il Botswana vince per 4-1 (risultato aggregato) e passa al secondo turno.

| Arbitro: | Divine Evehe |

|                   |           |  |
| Barila 25’ (rig.) | Marcatori |  |

| Arbitro: | Joseph Mandzioukouta |

|                          |           |  |
| Adebayor 43’ Salifou 53’ | Marcatori |  |

- Il Togo vince per 2-1 (risultato aggregato) e passa al secondo turno.

| Arbitro: | Koudougou Yameogo |

|  |           |              |
|  | Marcatori | 85’ El Masli |

| Arbitro: | Hichem Guirat |

|                                                                        |           |  |
| El Masli 8’ 17’ 20’ El Taib 45’ 63’ Suliman 54’ Osman 74’ El Rabty 88’ | Marcatori |  |

- La Libia vince per 9-0 (risultato aggregato) e passa al secondo turno.

| 11 ottobre 2003 | Tanzania           | 0 – 0 referto | Kenya | National Stadium, Dar es Salaam (8.864 spett.)\| Arbitro: \| Hailemelak Tessema \| |
| Arbitro:        | Hailemelak Tessema |               |       |                                                                                    |

| Arbitro: | Reda El-Beltagy |

|                         |           |  |
| Oliech 9’ 32’ Origi 30’ | Marcatori |  |

- Il Kenya vince per 3-0 (risultato aggregato) e passa al secondo turno.

| Arbitro: | Lim Kee Chong |

|  |           |               |
|  | Marcatori | 63’ Boutabout |

| Arbitro: | Ba Seydou |

|                                                  |           |  |
| Cherrad 16’ 22’ Akrour 42’ 45’ 82’ Boutabout 77’ | Marcatori |  |

- L'Algeria vince per 7-0 (risultato aggregato) e passa al secondo turno.

| Arbitro: | Modou Sowe |

|                                |           |  |
| Bajope 17’ Mubiru 35’ Obua 75’ | Marcatori |  |

| Arbitro: | Luis Manuel Joao |

|                                    |           |           |
| Nabuth 18’ Mourigine 32’ Louis 89’ | Marcatori | 112’ Obua |

- L'Uganda vince per 4-3 (risultato aggregato) e passa al secondo turno.

| Arbitro: | Coffi Codjia |

|                                     |           |  |
| Tambal 10’ El-Rasheed 30’ Ahmed 77’ | Marcatori |  |

| 14 novembre 2003 | Eritrea      | 0 – 0 referto | Sudan | Cicero Stadium, Asmara (32.000 spett.)\| Arbitro: \| Eddy Maillet \| |
| Arbitro:         | Eddy Maillet |               |       |                                                                      |

- Il Sudan vince per 3-0 (risultato aggregato) e passa al secondo turno.

| Arbitro: | Jérôme Damon |

|                                       |           |  |
| A. Ndlovu 23’ Tembo 47’ P. Ndvolu 57’ | Marcatori |  |

| Arbitro: | Yakhouba Keita |

|                       |           |             |
| Langlet 3’ Sidibe 10’ | Marcatori | 81’ Mbwando |

- Lo Zimbabwe vince per 4-2 (risultato aggregato) e passa al secondo turno.

| Arbitro: | Berhane Teshome |

|             |           |            |
| Dlamini 64’ | Marcatori | 55’ Morais |

| Arbitro: | Sharif Aboubacar |

|                         |           |  |
| Cafú 51’ 65’ Morais 90’ | Marcatori |  |

- Capo Verde vince per 4-1 (risultato aggregato) e passa al secondo turno.

| 12 ottobre 2003 | Burundi    | 0 – 0 referto | Gabon | Prince Louis Rwagasore Stadium, Bujumbura (10.000 spett.)\| Arbitro: \| Maxim Itur \| |
| Arbitro:        | Maxim Itur |               |       |                                                                                       |

| Arbitro: | Falla Ndoye |

|                                             |           |               |
| N'Zigou 2’ Mwinyi 16’ (aut.) Nguéma 38’ 80’ | Marcatori | 90’ Nzeyimana |

- Il Gabon vince per 4-1 (risultato aggregato) e passa al secondo turno.

| Arbitro: | Monetchet Nahi |

|                   |           |                 |
| Oumar 53’ 74’ 83’ | Marcatori | 49’ Bruno Mauro |

| Arbitro: | Buenkadila Wabelo Bisingu |

|                          |           |  |
| Akwá 42’ Bruno Mauro 57’ | Marcatori |  |

- L'Angola, pur pareggiando 3-3 (risultato aggregato), vince il confronto per la regola dei gol fuori casa e passa al secondo turno.

| Arbitro: | Sule Mana |

|                   |           |  |
| Mvoubi 89’ (rig.) | Marcatori |  |

| Arbitro: | Herminio Monteiro Lopes |

|            |           |               |
| Koroma 58’ | Marcatori | 67’ Guié-Mien |

- Il Congo vince per 2-1 (risultato aggregato) e passa al secondo turno.

| Arbitro: | Essam Abd El Fatah |

|                 |           |                               |
| Getu 81’ (rig.) | Marcatori | 39’ 55’ Kanyenda 88’ Mgangira |

| 15 novembre 2003 | Malawi              | 0 – 0 referto | Etiopia | Civo Stadium, Lilongwe (20.000 spett.)\| Arbitro: \| Khaled Abdel Rahman \| |
| Arbitro:         | Khaled Abdel Rahman |               |         |                                                                             |

- Il Malawi vince per 3-1 (risultato aggregato) e passa al secondo turno.

| Arbitro: | Isaack Abdulkadir |

|                                   |           |  |
| Elias 43’ Karekezi 52’ Lomami 58’ | Marcatori |  |

| Arbitro: | Jean-Olivier Mbera |

|              |           |            |
| Shipanga 39’ | Marcatori | 37’ Lomami |

- Il Ruanda vince per 4-1 (risultato aggregato) e passa al secondo turno.

| Arbitro: | Falla Ndoye |

|              |           |  |
| Bangoura 70’ | Marcatori |  |

| Arbitro: | Walter Mochubela |

|                   |           |                                |
| Dário 75’ 80’ 89’ | Marcatori | 14’ Youla 21’ 35’ 54’ Bangoura |

- La Guinea vince per 5-3 (risultato aggregato) e passa al secondo turno.

| Arbitro: | Coffi Codjia |

|                    |           |  |
| Njie 64’ Sonko 79’ | Marcatori |  |

| Arbitro: | Koman Coulibaly |

|                                 |           |  |
| Roberts 10’ Isaac Tondo 76’ 83’ | Marcatori |  |

- La Liberia vince per 3-2 (risultato aggregato) e passa al secondo turno.

| Arbitro: | Bakoubebile Bebou |

|  |           |                                            |
|  | Marcatori | 25’ 56’ Arhin Duah 69’ 89’ Boakye 82’ Gyan |

| Arbitro: | Ibrahim Chaibou |

|                      |           |  |
| Appiah 27’ Adjei 90’ | Marcatori |  |

- Il Ghana vince per 7-0 (risultato aggregato) e passa al secondo turno.

|  | Burkina Faso | – | Rep. Centrafricana |  |

- Il Burkina Faso passa al secondo turno a causa del ritiro della Repubblica Centrafricana.

## Secondo turno

### Gruppo 1

#### Classifica
| Squadra        | P.ti | G  | V | N | P | GF | GS | DR  |
| -------------- | ---- | -- | - | - | - | -- | -- | --- |
| Togo           | 23   | 10 | 7 | 2 | 1 | 20 | 8  | +12 |
| Senegal        | 21   | 10 | 6 | 3 | 1 | 21 | 8  | +13 |
| Zambia         | 19   | 10 | 6 | 1 | 3 | 16 | 10 | +6  |
| Rep. del Congo | 10   | 10 | 3 | 1 | 6 | 10 | 14 | -4  |
| Mali           | 8    | 10 | 2 | 2 | 6 | 11 | 14 | -3  |
| Liberia        | 4    | 10 | 1 | 1 | 8 | 3  | 27 | -24 |

- Togo qualificato per la fase finale del campionato mondiale di calcio 2006.
- Togo, Senegal e Zambia qualificati per la fase finale della Coppa delle nazioni africane 2006.

#### Risultati
| Arbitro: | Jérôme Damon |

|             |           |  |
| Mulenga 11’ | Marcatori |  |

| Arbitro: | Mohamed Benouza |

|                           |           |  |
| Diatta 59’ M. N'Diaye 77’ | Marcatori |  |

| Arbitro: | Coffi Codjia |

|          |           |  |
| Kieh 85’ | Marcatori |  |

| Arbitro: | Modou Sowe |

|             |           |             |
| Kanouté 80’ | Marcatori | 25’ Milanzi |

| Arbitro: | Mohamed Ould Lemghambodj |

|                                           |           |  |
| Bouanga 52’ Mamouna-Ossila 55’ Batota 66’ | Marcatori |  |

| Arbitro: | Abderrahim El Arjoun |

|                             |           |                |
| Adebayor 30’ Sènaya 76’ 85’ | Marcatori | 81’ Bouba Diop |

| Arbitro: | Manuel Monteiro Duarte |

|           |           |  |
| Gueye 21’ | Marcatori |  |

| Arbitro: | Divine Evehe |

|                    |           |  |
| Mamouna-Ossila 30’ | Marcatori |  |

| 4 luglio 2004, ore 16:00 | Liberia        | 0 – 0 referto | Togo | National Complex, Paynesville (30.000 spett.)\| Arbitro: \| Mohamed Soumah \| |
| Arbitro:                 | Mohamed Soumah |               |      |                                                                               |

| Arbitro: | Kuedza Nchengwa (Botswana) |

|            |           |  |
| Bwalya 91’ | Marcatori |  |

| Arbitro: | Jean-Olivier Mbera |

|                  |           |  |
| Adebayor 37’ 80’ | Marcatori |  |

| Arbitro: | Mohamed Guezzaz |

|                       |           |                |
| Diallo 4’ Kanouté 54’ | Marcatori | 45’ Camara Dia |

| Arbitro: | Atef Yacoubi |

|                                |           |                    |
| Bouanga 75’ Mamouna-Ossila 81’ | Marcatori | 2’ 37’ 65’ Mbesuma |

| Arbitro: | Gilbert Njike |

|              |           |  |
| Adebayor 23’ | Marcatori |  |

| Arbitro: | Sharaf Aboubacar |

|  |           |                               |
|  | Marcatori | 41’ Bouba Diop 50’ 73’ Camara |

| Arbitro: | Eddy Maillet |

|                     |           |  |
| Tana 1’ Mbesuma 44’ | Marcatori |  |

| Arbitro: | Abdullhakim Shelmani |

|                                                                          |           |           |
| Fadiga 19’ Diouf 45’ (rig.), 84’ A.D. Faye 56’ Camara 72’ M. N'Diaye 75’ | Marcatori | 86’ Tondo |

| Arbitro: | Justus Agbenyega |

|               |           |                       |
| Coulibaly 12’ | Marcatori | 78’ Salifou 91’ Mamam |

| Arbitro: | Mohamed Guezzaz |

|                                                |           |              |
| Adebayor 14’ 94’ Mamam 45+2’ Mohamed Kader 61’ | Marcatori | 15’ Kampamba |

| 5 giugno 2005, ore 15:30 | Rep. del Congo | 0 – 0 referto | Senegal | Stade Alphonse Massemba-Débat, Brazzaville (40.000 spett.)\| Arbitro: \| Jérôme Damon \| |
| Arbitro:                 | Jérôme Damon   |               |         |                                                                                          |

| Arbitro: | Lassina Paré |

|                                                              |           |         |
| D. Coulibaly 7’ (rig.), 34’ Diamoutene 48’ (rig.) Diarra 75’ | Marcatori | 54’ Toe |

| Arbitro: | Eugenio Colembi |

|                        |           |               |
| Chalwe 26’ Mbesuma 85’ | Marcatori | 73’ Coulibaly |

| Arbitro: | Hichem Guirat |

|                      |           |                          |
| Niang 15’ Camara 30’ | Marcatori | 11’ Olufadé 71’ Adebayor |

| Arbitro: | Malick Sillah |

|  |           |               |
|  | Marcatori | 3’ 73’ Bhebey |

| Arbitro: | Essam Abd El Fatah |

|  |           |           |
|  | Marcatori | 57’ Diouf |

| Arbitro: | Jean-Olivier Mbera |

|                       |           |  |
| Demba 48’ Sissoko 51’ | Marcatori |  |

| Arbitro: | Khalid Abdel Rahman |

|                              |           |  |
| Adebayor 52’ 90+3’ Mamam 69’ | Marcatori |  |

| Arbitro: | Divine Evehe |

|  |           |                                         |
|  | Marcatori | 50’ 82’ Lwipa 51’ 63’ Mweetwa 61’ Numba |

| Arbitro: | Eddy Maillet |

|                          |           |  |
| Camara 18’ 65’ Diouf 23’ | Marcatori |  |

| Arbitro: | Abdullhakim Shelmani |

|                               |           |                            |
| Bouity 26’ Mamouna-Ossila 56’ | Marcatori | 40’ Adebayor 60’ 70’ Kader |

### Gruppo 2

#### Classifica
| Squadra      | P.ti | G  | V | N | P | GF | GS | DR  |
| ------------ | ---- | -- | - | - | - | -- | -- | --- |
| Ghana        | 21   | 10 | 6 | 3 | 1 | 17 | 4  | +13 |
| RD del Congo | 16   | 10 | 4 | 4 | 2 | 14 | 10 | +4  |
| Sudafrica    | 16   | 10 | 5 | 1 | 4 | 12 | 14 | -2  |
| Burkina Faso | 13   | 10 | 4 | 1 | 5 | 14 | 13 | +1  |
| Capo Verde   | 10   | 10 | 3 | 1 | 6 | 8  | 15 | -7  |
| Uganda       | 8    | 10 | 2 | 2 | 6 | 6  | 15 | -9  |

- Ghana qualificato per la fase finale del campionato mondiale di calcio 2006.
- Ghana, Repubblica Democratica del Congo e Sudafrica qualificati per la fase finale della Coppa delle nazioni africane 2006.

#### Risultati
| Arbitro: | Hailemelak Tessema |

|                  |           |             |
| Mabizela 40’ 68’ | Marcatori | 73’ Janício |

| Arbitro: | Chukwudi Chukwujekwu |

|           |           |  |
| Zongo 79’ | Marcatori |  |

| Arbitro: | Eddy Maillet |

|             |           |  |
| Sekagya 75’ | Marcatori |  |

| Arbitro: | Koman Coulibaly |

|          |           |  |
| Cafú 42’ | Marcatori |  |

| Arbitro: | Badara Diatta |

|                            |           |  |
| Muntari 13’ Appiah 55’ 78’ | Marcatori |  |

| Arbitro: | Kokou Djaoupe |

|                                          |           |                      |
| Mbayo 12’ Biscotte 75’ Bageta 88’ (rig.) | Marcatori | 26’ Touré 85’ Dagano |

| Arbitro: | Lanto Ramanampamonjy |

|                          |           |  |
| Pienaar 14’ Bartlett 42’ | Marcatori |  |

| Arbitro: | Monetchet Nahi |

|             |           |               |
| Modeste 26’ | Marcatori | 1’ Kaluyituka |

| Arbitro: | Reda El-Beltagy |

|            |           |          |
| Obua 45+1’ | Marcatori | 88’ Gyan |

| Arbitro: | Mohamed Ould Lemghambodj |

|                        |           |  |
| Dagano 34’ Nikiema 79’ | Marcatori |  |

| Arbitro: | Wahid Tamuni |

|                                    |           |  |
| Essien 24’ (rig.) Veiga 62’ (aut.) | Marcatori |  |

| Arbitro: | Jean-Marie Hicuburundi |

|            |           |  |
| Musasa 86’ | Marcatori |  |

| Arbitro: | Kudzo Aziaka |

|         |           |  |
| Cafú 2’ | Marcatori |  |

| 10 ottobre 2004, ore 15:00 | Ghana           | 0 – 0 referto | RD del Congo | Stadio Baba Yara, Kumasi (30.000 spett.)\| Arbitro: \| Koman Coulibaly \| |
| Arbitro:                   | Koman Coulibaly |               |              |                                                                           |

| Arbitro: | Michel Gasingwa |

|  |           |                     |
|  | Marcatori | 68’ (rig.) McCarthy |

| Arbitro: | Chukwudi Chukwujekwu |

|                                |           |                 |
| Fortune 21’ (rig.) Pienaar 71’ | Marcatori | 63’ (rig.) Obua |

| Arbitro: | Divine Evehe |

|            |           |              |
| Dagano 71’ | Marcatori | 48’ 87’ Caló |

| Arbitro: | Modou Sowe |

|           |           |          |
| Nonda 50’ | Marcatori | 30’ Gyan |

| Arbitro: | Mohamed Benouza |

|          |           |                          |
| Cafú 77’ | Marcatori | 10’ McCarthy 12’ Buckley |

| Arbitro: | Essam Abd El Fatah |

|                      |           |            |
| Appiah 66’ Amoah 83’ | Marcatori | 30’ Dagano |

| Arbitro: | Mourad Daami |

|                                             |           |  |
| Nonda 2’ 69’ (rig.) Ilongo 58’ Matumona 78’ | Marcatori |  |

| Arbitro: | Mohamed Guezzaz |

|  |           |                      |
|  | Marcatori | 59’ Amoah 91’ Essien |

| Arbitro: | Kubrom Kidane |

|                |           |  |
| Sserunkuma 36’ | Marcatori |  |

| Arbitro: | Abdullhakim Shelmani |

|                              |           |  |
| Panandétiguiri 3’ Dagano 68’ | Marcatori |  |

| Arbitro: | Coffi Codjia |

|                        |           |          |
| Cissé 32’ 47’ Kébé 39’ | Marcatori | 75’ Zuma |

| Arbitro: | Mohamed Guezzaz |

|                         |           |          |
| Kitambala 21’ Mputu 49’ | Marcatori | 24’ Caló |

| Arbitro: | Jean-Marie Hicuburundi |

|                      |           |  |
| Essien 10’ Amoah 15’ | Marcatori |  |

| Arbitro: | Mourad Daami |

|  |           |                                                     |
|  | Marcatori | 5’ Asamoah Frimpong 35’ Muntari 75’ Gyan 87’ Attram |

| Arbitro: | Jean-Olivier Mbera |

|             |           |                     |
| Zuma 5’ 52’ | Marcatori | 11’ Mputu 44’ Nonda |

| Arbitro: | Mohamed Benouza |

|                                  |           |                      |
| Masaba 30’ (rig.) Sserunkuma 71’ | Marcatori | 15’ Kébé 75’ Rouamba |

### Gruppo 3

#### Classifica
| Squadra        | P.ti | G  | V | N | P | GF | GS | DR  |
| -------------- | ---- | -- | - | - | - | -- | -- | --- |
| Costa d'Avorio | 22   | 10 | 7 | 1 | 2 | 20 | 7  | +13 |
| Camerun        | 21   | 10 | 6 | 3 | 1 | 18 | 10 | +8  |
| Egitto         | 17   | 10 | 5 | 2 | 3 | 26 | 15 | +11 |
| Libia          | 12   | 10 | 3 | 3 | 4 | 8  | 10 | -2  |
| Sudan          | 6    | 10 | 1 | 3 | 6 | 6  | 22 | -16 |
| Benin          | 5    | 10 | 1 | 2 | 7 | 9  | 23 | -14 |

- Costa d'Avorio qualificata per la fase finale del campionato mondiale di calcio 2006.
- Costa d'Avorio, Camerun e Libia qualificati per la fase finale della Coppa delle nazioni africane 2006 (Egitto ammesso di diritto in quanto paese organizzatore del torneo).

#### Risultati
| Arbitro: | Jean-Olivier Mbera |

|                    |           |                 |
| Eto'o 42’ Song 45’ | Marcatori | 11’ S. Tchomogo |

| Arbitro: | Eugenio Colembi |

|                               |           |  |
| Dindane 35’ Drogba 63’ (rig.) | Marcatori |  |

| Arbitro: | Kubrom Kidane |

|  |           |                                     |
|  | Marcatori | 6’ Ali 53’ Aboutrika 88’ Abdelwahab |

| 18 giugno 2004, ore 19:30 | Libia         | 0 – 0 referto | Camerun | 9 July Stadium, Misratah (7.000 spett.)\| Arbitro: \| Lim Kee Chong \| |
| Arbitro:                  | Lim Kee Chong |               |         |                                                                        |

| Arbitro: | Mohamed Guezzaz |

|              |           |                |
| Ogunbiyi 30’ | Marcatori | 45+2’ A. Abdel |

| Arbitro: | Hichem Guirat |

|               |           |                        |
| Aboutrika 55’ | Marcatori | 22’ Dindane 75’ Drogba |

| Arbitro: | Daniel Bennett |

|  |           |            |
|  | Marcatori | 90+3’ Kara |

| Arbitro: | Mohamed Guezzaz |

|                         |           |  |
| Eto'o 80’ Feutchine 82’ | Marcatori |  |

| Arbitro: | Chukwudi Chukwujekwu |

|                                                |           |                                      |
| O. Tchomogo 8’ (rig.) Ahouéya 46’ Ogunbiyi 68’ | Marcatori | 66’ Hassan 75’ Aboutrika 80’ Mostafa |

| Arbitro: | Kubrom Kidane |

|                                                  |           |            |
| Al Shibani 9’ Kara 47’ A. Osman 51’ Al Ramly 70’ | Marcatori | 12’ Osseni |

| Arbitro: | Sule Mana |

|                                                          |           |  |
| Drogba 12’ (rig.) Dindane 15’ 64’ Yapi Yapo 25’ Koné 56’ | Marcatori |  |

| Arbitro: | Lim Kee Chong |

|                                      |           |                      |
| Shawky 45’ Hassan 74’ T. El-Said 86’ | Marcatori | 88’ Tchato 89’ Eto'o |

| Arbitro: | Djamel Haimoudi |

|                       |           |          |
| Kara 31’ A. Osman 85’ | Marcatori | 57’ Zaki |

| Arbitro: | Buenkadila Wabelo Bisingu |

|          |           |           |
| Agab 17’ | Marcatori | 90+2’ Job |

| Arbitro: | Modou Sowe |

|  |           |             |
|  | Marcatori | 48’ Dindane |

| Arbitro: | Badara Diatta |

|                     |           |            |
| Geremi 34’ Webó 90’ | Marcatori | 41’ Tambal |

| Arbitro: | Hichem Guirat |

|                         |           |  |
| Kalou 7’ Drogba 19’ 59’ | Marcatori |  |

| Arbitro: | Éric Poulat |

|                                    |           |             |
| Mido 55’ Moteab 56’ 81’ Hassan 76’ | Marcatori | 50’ Ferjani |

| 3 giugno 2005, ore 19:00 | Libia         | 0 – 0 referto | Costa d'Avorio | June 11 Stadium, Tripoli (45.000 spett.)\| Arbitro: \| Lim Kee Chong \| |
| Arbitro:                 | Lim Kee Chong |               |                |                                                                         |

| Arbitro: | Abderrahim El Arjoun |

|             |           |                                        |
| Agbessi 81’ | Marcatori | 19’ Song 51’ Webó 64’ Geremi 69’ Eto'o |

| Arbitro: | Joseph Mususa |

|                                                        |           |            |
| Ali 8’ 31’ Zaki 28’ 50’ T. El-Said 86’ Abdel Malek 71’ | Marcatori | 83’ Tambal |

| Arbitro: | Koman Coulibaly |

|          |           |  |
| Webó 37’ | Marcatori |  |

| Arbitro: | Jérôme Damon |

|                |           |  |
| Drogba 41’ 49’ | Marcatori |  |

| Arbitro: | Eddy Maillet |

|            |           |  |
| Tambal 20’ | Marcatori |  |

| 2 settembre 2005, ore 19:00 | Libia        | 0 – 0 referto | Sudan | June 11 Stadium, Tripoli (20.000 spett.)\| Arbitro: \| Lassina Paré \| |
| Arbitro:                    | Lassina Paré |               |       |                                                                        |

| Arbitro: | Mourad Daami |

|                |           |                    |
| Drogba 38’ 47’ | Marcatori | 30’ 45+2’ 85’ Webó |

| Arbitro: | Buenkadila Wabelo Bisingu |

|                           |           |               |
| Zaki 12’ 15’ 84’ Mido 71’ | Marcatori | 60’ Sessegnon |

| Arbitro: | Koman Coulibaly |

|            |           |            |
| Douala 20’ | Marcatori | 79’ Shawky |

| Arbitro: | Jérôme Damon |

|            |           |                           |
| Tambal 89’ | Marcatori | 22’ Akalé 51’ 73’ Dindane |

| Arbitro: | Joseph Mususa |

|               |           |  |
| R. Chitou 60’ | Marcatori |  |

### Gruppo 4

#### Classifica
| Squadra  | P.ti | G  | V | N | P | GF | GS | DR  |
| -------- | ---- | -- | - | - | - | -- | -- | --- |
| Angola   | 21   | 10 | 6 | 3 | 1 | 12 | 6  | +6  |
| Nigeria  | 21   | 10 | 6 | 3 | 1 | 21 | 7  | +14 |
| Zimbabwe | 15   | 10 | 4 | 3 | 3 | 13 | 14 | -1  |
| Gabon    | 10   | 10 | 2 | 4 | 4 | 11 | 13 | -2  |
| Algeria  | 8    | 10 | 1 | 5 | 4 | 8  | 15 | -7  |
| Ruanda   | 5    | 10 | 1 | 2 | 7 | 6  | 16 | -10 |

- Angola qualificata per la fase finale del campionato mondiale di calcio 2006 in virtù dei migliori risultati negli scontri diretti contro la Nigeria.
- Angola, Nigeria e Zimbabwe qualificati per la fase finale della Coppa delle nazioni africane 2006.

#### Risultati
| Arbitro: | Alex Quartey |

|               |           |              |
| T. Nguema 52’ | Marcatori | 82’ Kaondera |

| Arbitro: | Lassina Paré |

|                 |           |  |
| Martins 55’ 88’ | Marcatori |  |

| 5 giugno 2004, ore 19:00 | Algeria      | 0 – 0 referto | Angola | Stade 19 Mai 1956, Annaba (55.000 spett.)\| Arbitro: \| Mourad Daami \| |
| Arbitro:                 | Mourad Daami |               |        |                                                                         |

| Arbitro: | Isaack Abdulkadir |

|                        |           |               |
| Saïd 4’ 64’ Mulisa 27’ | Marcatori | 20’ T. Nguema |

| Arbitro: | Wa Ntambidila |

|                 |           |            |
| Raho 60’ (aut.) | Marcatori | 3’ Cherrad |

| Arbitro: | Aaron Nkole |

|          |           |  |
| Akwá 84’ | Marcatori |  |

| Arbitro: | Ladoual Hisseine |

|          |           |  |
| Yobo 84’ | Marcatori |  |

| Arbitro: | Youngson Chilinda |

|  |           |                              |
|  | Marcatori | 41’ P. Ndlovu 79’ Nengomasha |

| Arbitro: | René Louzaya |

|                            |           |                           |
| Issiémou 44’ T. Nguema 49’ | Marcatori | 19’ Akwá 81’ Rebelo Lopes |

| Arbitro: | Joseph Mandzioukouta |

|  |           |                                              |
|  | Marcatori | 3’ Aghahowa 28’ Enakarhire 48’ (rig.) Yakubu |

| Arbitro: | Jérôme Damon |

|            |           |  |
| Freddy 52’ | Marcatori |  |

| Arbitro: | Falla N'Doye |

|  |           |                                        |
|  | Marcatori | 56’ Aubameyang 73’ Akieremy 84’ Bito'o |

| Arbitro: | Khalid Abdel Rahman |

|         |           |              |
| Saïd 9’ | Marcatori | 14’ Bourahli |

| Arbitro: | Koudougou Yameogo |

|              |           |            |
| Issiémou 29’ | Marcatori | 50’ Yakubu |

| Arbitro: | Verson Lwanja |

|            |           |  |
| Flávio 53’ | Marcatori |  |

| Arbitro: | Jean-Marie Hicuburundi |

|                       |           |  |
| Aghahowa 79’ Kanu 81’ | Marcatori |  |

| Arbitro: | Coffi Codjia |

|                          |           |  |
| Kaondera 59’ Benjani 73’ | Marcatori |  |

| Arbitro: | Essam Abd El Fatah |

|               |           |  |
| Boutabout 48’ | Marcatori |  |

| Arbitro: | Muhmed Ssegonga |

|               |           |  |
| P. Ndlovu 52’ | Marcatori |  |

| Arbitro: | Jean-Marie Hicuburundi |

|                     |           |               |
| Flávio 50’ Akwá 58’ | Marcatori | 63’ Boutabout |

| Arbitro: | Kubrom Kidane |

|            |           |             |
| Gatete 53’ | Marcatori | 78’ Martins |

| Arbitro: | Abderrahim El Arjoun |

|                                         |           |  |
| Djissikadie 10’ Londo 55’ T. Nguema 60’ | Marcatori |  |

| Arbitro: | Essam Abd El Fatah |

|           |           |                |
| Okocha 5’ | Marcatori | 60’ Figueiredo |

| Arbitro: | Lassina Paré |

|                     |           |                            |
| Yahia 17’ Daoud 48’ | Marcatori | 33’ Kaondera 87’ P. Ndlovu |

| Arbitro: | Koman Coulibaly |

|                                                   |           |  |
| Nsi-Akoue 25’ (aut.) Mantorras 44’ Zé Kalanga 89’ | Marcatori |  |

| Arbitro: | Muhmed Ssegonga |

|                                         |           |                     |
| Kaondera 4’ Benjani 43’ Rambanapasi 78’ | Marcatori | 30’ (aut.) Makonese |

| Arbitro: | Abdullhakim Shelmani |

|                         |           |                                                 |
| Yacef 48’ Boutabout 58’ | Marcatori | 20’ (rig.), 88’ 90’ Martins 42’ Utaka 81’ Obodo |

| Arbitro: | Lassina Paré |

|                                                                  |           |             |
| Martins 35’ 75’ (rig.) Yussuf 62’ Kanu 80’ (rig.) Odemwingie 89’ | Marcatori | 70’ Benjani |

| 8 ottobre 2005, ore 15:30 | Gabon         | 0 – 0 referto | Algeria | Stade Pierre Claver Divounguy, Port-Gentil (37.000 spett.)\| Arbitro: \| Ousmane Diouf \| |
| Arbitro:                  | Ousmane Diouf |               |         |                                                                                           |

| Arbitro: | Mohamed Guezzaz |

|  |           |          |
|  | Marcatori | 79’ Akwá |

### Gruppo 5

#### Classifica
| Squadra  | P.ti | G  | V | N | P | GF | GS | DR  |
| -------- | ---- | -- | - | - | - | -- | -- | --- |
| Tunisia  | 21   | 10 | 6 | 3 | 1 | 25 | 9  | +16 |
| Marocco  | 20   | 10 | 5 | 5 | 0 | 17 | 7  | +10 |
| Guinea   | 17   | 10 | 5 | 2 | 3 | 15 | 10 | +5  |
| Kenya    | 10   | 10 | 3 | 1 | 6 | 8  | 17 | -9  |
| Botswana | 9    | 10 | 3 | 0 | 7 | 10 | 18 | -8  |
| Malawi   | 6    | 10 | 1 | 3 | 6 | 12 | 26 | -14 |

- Tunisia qualificata per la fase finale del campionato mondiale di calcio 2006.
- Tunisia, Marocco e Guinea qualificati per la fase finale della Coppa delle nazioni africane 2006.

#### Risultati
| Arbitro: | Joseph Mususa |

|              |           |           |
| Munthali 35’ | Marcatori | 25’ Safri |

| Arbitro: | Khalid Abdel Rahman |

|                                       |           |               |
| Clayton 9’ Haggui 35’ 79’ Zitouni 74’ | Marcatori | 65’ Selolwane |

| Arbitro: | Essam Abd El Fatah |

|                        |           |                      |
| Oliech 10’ Mukenya 61’ | Marcatori | 19’ (rig.) Feindouno |

| Arbitro: | Yusuf Awuye |

|                             |           |  |
| Selolwane 7’ Gabolwelwe 25’ | Marcatori |  |

| Arbitro: | Coffi Codjia |

|                 |           |            |
| Diawara 12’ 46’ | Marcatori | 67’ Braham |

| Arbitro: | Wahid Tamuni |

|                                       |           |            |
| Zairi 12’ 39’ 90’ Diane 46’ Hadji 81’ | Marcatori | 93’ Otieno |

| Arbitro: | Isaack Abdulkadir |

|                 |           |             |
| Mpinganjira 71’ | Marcatori | 80’ Diawara |

| Arbitro: | Gilbert Dlamini |

|  |           |              |
|  | Marcatori | 30’ Mokhtari |

| Arbitro: | Divine Evehe |

|              |           |  |
| Guemamdia 2’ | Marcatori |  |

| Arbitro: | Cornelius Mwanza |

|                           |           |                                |
| Barasa 21’ 29’ Oliech 25’ | Marcatori | 41’ Munthali 90’ (rig.) Mabedi |

| Arbitro: | Ahmed Auda |

|                 |           |            |
| El Karkouri 74’ | Marcatori | 11’ Santos |

| Arbitro: | Justus Agbenyega |

|                                                 |           |  |
| Feindouno 44’ Youla 54’ Diawara 60’ Mansaré 82’ | Marcatori |  |

| Arbitro: | Yusuf Awuye |

|                              |           |                          |
| Mwafulirwa 19’ Chipatala 37’ | Marcatori | 82’ Jaziri 89’ Ghodhbane |

| Arbitro: | Eugenio Colembi |

|                             |           |           |
| Molwantwa 51’ Selolwane 58’ | Marcatori | 5’ Oliech |

| Arbitro: | Manuel Monteiro Duarte |

|             |           |            |
| Mansaré 50’ | Marcatori | 5’ Chamakh |

| Arbitro: | Buenkadila Wabelo Bisingu |

|            |           |  |
| Oliech 44’ | Marcatori |  |

| Arbitro: | Khalid Abdel Rahman |

|                                                                      |           |  |
| Guemamdia 3’ Santos 12’ 52’ 75’ 77’ Clayton 60’ (rig.) Ghodhbane 80’ | Marcatori |  |

| Arbitro: | Koman Coulibaly |

|           |           |  |
| Hadji 62’ | Marcatori |  |

| Arbitro: | Sule Mana |

|                |           |                               |
| Gabonamong 12’ | Marcatori | 27’ Nafti 43’ Santos 78’ Abdy |

| Arbitro: | Buenkadila Wabelo Bisingu |

|                                      |           |               |
| Chamakh 16’ Hadji 21’ 75’ Kharja 72’ | Marcatori | 10’ Chipatala |

| Arbitro: | Jean-Olivier Mbera |

|                 |           |  |
| S. Bangoura 68’ | Marcatori |  |

| Arbitro: | Lim Kee Chong |

|                               |           |  |
| Clayton 36’ (rig.) Chedli 78’ | Marcatori |  |

| Arbitro: | Divine Evehe |

|                |           |                                             |
| Mwafulirwa 48’ | Marcatori | 8’ Molwantwa 40’ Selolwane 88’ Motlhabankwe |

| 18 giugno 2005, ore 16:00 | Kenya         | 0 – 0 referto | Marocco | Nyayo National Stadium, Nairobi (50.000 spett.)\| Arbitro: \| Badara Diatta \| |
| Arbitro:                  | Badara Diatta |               |         |                                                                                |

| Arbitro: | Modou Sowe |

|  |           |                        |
|  | Marcatori | 2’ Guemamdia 85’ Jemâa |

| Arbitro: | Mohamed Benouza |

|                 |           |  |
| El Karkouri 56’ | Marcatori |  |

| Arbitro: | Sule Mana |

|                                           |           |                |
| Feindouno 12’ Diawara 36’ S. Bangoura 67’ | Marcatori | 37’ Mkandawire |

| Arbitro: | Coffi Codjia |

|                                |           |  |
| Zakazaka 6’ Mkandawire 49’ 61’ | Marcatori |  |

| Arbitro: | Modou Sowe |

|               |           |                     |
| Molwantwa 35’ | Marcatori | 73’ 76’ O. Bangoura |

| Arbitro: | Essam Abd El Fatah |

|                        |           |                            |
| Clayton 18’ Chedli 69’ | Marcatori | 3’ Chamakh 42’ El Karkouri |